# Мосуны (Яранский район)
 Мосуны  — деревня в Яранском районе Кировской области в составе Сердежского сельского поселения.

## География
Расположена на расстоянии примерно 17 км по прямой на восток от города Яранск.

## История
Известна с 1859 года как починок Мосунов с 26 дворами и 231 жителем, в 1905 дворов 46 и жителей 272, в 1926 (деревня Мосуново) 56 и 305, в 1950 34 и 129, в 1989 29 жителей.

## Население
Постоянное население составляло 18 человек (русские 100%) в 2002 году, 8 в 2010.